# NSFW
Not safe/suitable for work, viết tắt là NSFW, là một từ lóng Internet hay nhãn tốc ký được sử dụng trong các thư điện tử, video, và môi trường thảo luận có tính tương tác (ví dụ như diễn đàn trực tuyến, blog, hoặc các trang web cộng đồng) để báo hiệu rằng các URL hoặc siêu liên kết này chứa hình ảnh khỏa thân, khiêu dâm, tục tĩu hoặc gây phiền phức. Người xem những nội dung này thường không muốn bị ai nhìn thấy hành động của mình tại nơi công cộng hoặc những nơi nghiêm túc như công sở.
Để xác định một nội dung được coi là NSFW luôn tùy thuộc vào chủ quan người đánh giá, và đặt ra nhiều thách thức cho các học giả nghiên cứu về tình dục.
Vào ngày 28 tháng 11 năm 2007, Drew Curtis, người sáng lập Fark.com, nộp đơn xin đăng ký thương hiệu cho cụm từ này, nhưng không được chấp nhận.
Ngược lại, thuật ngữ safe for work, đôi khi được viết tắt là SFW, được gắn cho các nội dung có tựa đề gây nghi vấn hoặc có thể chứa các nội dung NSFW, nhưng thực tế lại hoàn toàn bình thường.
Thuật ngữ tương tự như not safe for life, viết tắt là NSFL cũng được sử dụng, đề cập đến nội dung gây buồn nôn hoặc đáng lo ngại đến mức có thể gây sốc, ám ảnh khi xem, có nguy cơ gây chấn thương tâm lý cho những người xem nội dung đó. Các liên kết được đánh dấu là NSFL có thể chứa hình ảnh, nội dung khiêu dâm tôn sùng, máu me hoặc bạo lực.